# 1985 (Roman)

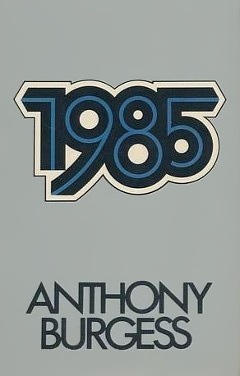

Der Roman 1985 ist ein dystopischer Science-Fiction-Roman des britischen Schriftstellers Anthony Burgess. 1978 veröffentlicht, ist der Titel eine deutliche Anspielung (und Hommage) an George Orwells 1984.

## Übersicht
Der Roman besteht aus zwei Teilen. Die erste Hälfte besteht aus einigen Essays und Interviews zum Thema 1984; der zweite Teil ist die eigentliche Geschichte. Es handelt sich dabei nicht um eine Fortsetzung von 1984, sondern um eine Extrapolation der Gegenwart.
Die beiden Hauptthemen der Geschichte sind:
1. Die wachsende Macht der Gewerkschaften – im Buch gibt es für jede Berufssparte eine eigene Gewerkschaft, Streiks brechen beim geringsten Anlass aus, und aus einem kleinen Streik wird schnell ein Generalstreik. (Margaret Thatcher kam ein Jahr nach dem Erscheinen des Romans an die Macht.)
2. Der Islam steigt zu einer wichtigen kulturellen und politischen Bewegung in Großbritannien auf, verursacht durch gestiegene Einwanderung aus dem Nahen Osten. Das London des Romans ist voll von Moscheen und reichen Arabern.

## Handlung
Zu Beginn des Buchs verliert der Protagonist Bev Jones seine Frau – sie war im Krankenhaus, als ein Brand ausbrach. Weil die Gewerkschaft der Feuerwehr streikte (was in Großbritannien 1977 tatsächlich das erste Mal geschah), brannte das Krankenhaus nieder. Bev muss sich nun alleine um seine Tochter Bessie kümmern, die geistig behindert ist und die Realität nicht von der Fantasie unterscheiden kann, weil ihre Mutter während der Schwangerschaft ein Contergan-ähnliches Medikament genommen hatte.
Der Tod seiner Frau löst in Bev eine tiefe Feindschaft gegen das System der Gewerkschaften aus, nachdem er früher bereits seine Beschäftigung als Dozent für Geschichte verloren hat – die Regierung legt mehr Wert auf „praktische“ Erziehung.
Eines Tages geht er zu seiner neuen Arbeit (als Konditor), obwohl seine Gewerkschaft im Streik ist. Daraufhin wird er aus der Gewerkschaft geworfen, womit er effektiv nicht einstellbar wird. Da er weiß, dass er seine Wohnung verlieren wird, gibt er Bessie in eine staatliche Einrichtung.
Bev selbst wird eine Art Stadtstreicher in London und schließt sich einer Gruppe von Leidensgenossen an, die sich durch Ladendiebstahl über Wasser hält. Er wird aufgegriffen und landet in einem staatlichen Umerziehungszentrum, einer Mischung aus Gefängnis und Psychiatrie. Hier wird er gezwungen, Propaganda zu konsumieren (ähnlich wie der Protagonist von Uhrwerk Orange). Trotzdem lässt er sich nicht überzeugen und wird nach Verbüßung seiner Strafe entlassen.
Nun kehrt er zurück nach London, wo er sich den Free Britons anschließt – einer Gruppe, die in dem durch Streiks verursachten Chaos Ordnung und Infrastruktur aufrechterhalten will. Bessie wurde auch entlassen, und damit sie wenigstens versorgt ist, muss er sie einem reichen Scheich als Ehefrau verkaufen. Bald findet er auch heraus, dass die Free Britons in Wahrheit das Werkzeug einer islamischen Gruppe ist, die aus Großbritannien einen islamischen Staat machen will. Wegen seiner Bildung wird er zum Sprecher der Gruppe. Aber auch jetzt wird seine Arbeit zensiert, von einem Colonel Wallace, was ihn frustriert.
Die überhandnehmenden Streiks bringen die Situation auf den Siedepunkt, als der Generalstreik ausgerufen wird. König Charles III. übernimmt nun die Regierung, als das Land zum Stillstand kommt. Einige Monate nach dem Streik wird Bev wieder inhaftiert.
Dort nimmt er seine Lehrtätigkeit wieder auf, indem er den anderen Gefangenen heimlich Geschichtsstunden gibt. Mit den Jahren schreitet sein Unterricht von den Angelsachsen über das Mittelalter, die Renaissance und die Aufklärung bis in die Neuzeit fort. Unter den Insassen kursieren Nachrichtenfetzen, die andeuten, dass die Islamisierung von Großbritannien fortgeschritten ist – z. B. heißt es, dass auf der Isle of Man entdeckt wurde, dass der Alkohol im Bier durch ein Beruhigungsmittel ersetzt wurde. Allerdings wissen die Insassen nicht, welche Nachrichten wahr sind.
Am Ende begeht Bev Selbstmord, indem er aus dem Schlafraum ausbricht und freiwillig in den elektrischen Zaun, der um die Institution herum aufgespannt ist, hineinläuft.